# Kamp Vledder

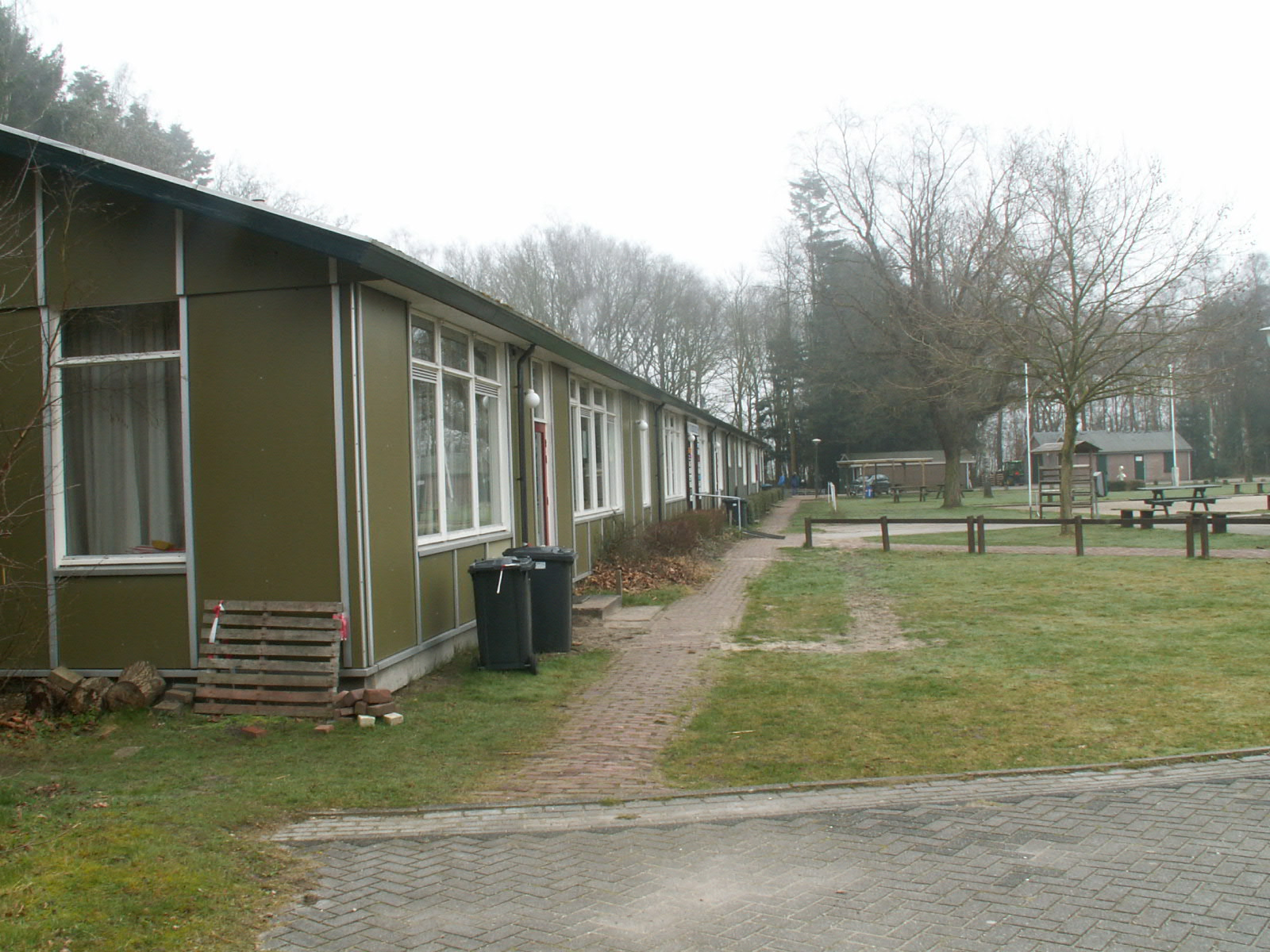
Voormalig kampterrein anno 2010

Kamp Vledder was een werkkamp in de Nederlandse provincie Drenthe dat kort voor de Tweede Wereldoorlog gebouwd werd in het kader van de werkverschaffing. Later deed het kort dienst als verzamelkamp voor Kamp Westerbork en vanaf 1944 deed het dienst als kamp van de Nederlandsche Arbeidsdienst.

## Opbouw
Kamp Vledder, gelegen bij het dorp Vledder, werd in 1939 voor de Rijksdienst voor de Werkverruiming, kortweg de werkverschaffing, gebouwd. Tot begin januari 1942 hebben werkloze Nederlanders in het kamp gewoond. Zij moesten helpen bij het ontginnen van het Vledderveld. Later werden zij ook wel ingezet om aardappels te rooien. Leider van het kamp was een kok/beheerder.

## Joodse periode
Vanaf januari 1942 tot de nacht van 2 op 3 oktober van dat jaar was het kamp in gebruik als voorportaal voor Westerbork. Joodse mannen verbleven in die periode in het kamp waarbij ze overdag graafwerkzaamheden moesten verrichten, bijvoorbeeld bij de aanleg van de zogeheten Jodenweg tussen Vledder en Vledderveen. Het duivelse doel achter deze opzet was hun verwijdering uit de Nederlandse samenleving. In genoemde nacht (Jom Kipoer, Grote Verzoendag) werden alle Joodse mannen uit de werkkampen, zo ook die uit kamp Vledder, naar Kamp Westerbork afgevoerd, "in het kader van gezinshereniging". Niet lang erna zijn ze met hun gezinnen naar de vernietigingskampen gevoerd.

## Nederlandse Arbeidsdienst
In 1944 werd Kamp Vledder een NAD-kamp. In het kader van de ongewapende dienstplicht werden er mannen tussen de achttien en drieëntwintig jaar getraind voor graafwerkzaamheden. In de nacht van 7 op 8 september werd het kamp door een verzetsgroep uit de omgeving overvallen. Eénentwintig van de bewoners van het kamp gingen met de verzetsgroep mee om onder te duiken. De Sicherheitsdienst ontdekte vrij snel daarna een van de schuilplaats met negen van deze mannen. Twee van hen werden teruggestuurd naar het kamp, omdat zij niet vrijwillig zouden zijn ondergedoken. De andere zeven werden doorzeefd met kogels. Eén man heeft deze executie overleefd. Wel bleef hij levenslang invalide. Voor zijn lotgenoten werd een monument opgericht op de plaats waar zij werden vermoord.

## Latere periode
Kamp Vledder werd op 12 april 1945 door de Canadezen bevrijd. Daarna heeft het kamp de volgende diverse functies gehad. Korte tijd was het kamp in gebruik als interneringskamp voor NSB'ers. Daarbij was ook een barakkenkamp voor kinderen, ook wel tuchthuis voor jeugdige politieke delinquenten (kinderen van NSB'ers) genoemd. Direct na de oorlog werd het kamp gebruikt om Arnhemmers te huisvesten, die ten gevolge van bombardementen geëvacueerd moesten worden. Daarna werd het kamp lange tijd gebruikt om gewetensbezwaarde dienstweigeraars te huisvesten, waaronder Indiëweigeraars. Van 1970 tot 1978 was het kamp ingericht als jeugdinternaat. Na 1980 werd het kamp, op één barak na, gesloopt. Deze barak is nog in gebruik bij diverse sportverenigingen. Bij deze barak staat een monument voor de Joodse nazislachtoffers.